# エヴァンドロ・フェリペ・ジ・リマ・コスタ
エヴァンドロ（Ewandro）ことエヴァンドロ・フェリペ・ジ・リマ・コスタ（ポルトガル語: Ewandro Felipe de Lima Costa、1996年3月15日 - ）は、ブラジル・ペルナンブーコ州レシフェ出身のサッカー選手。クルーベ・ナウチコ・カピバリベ所属。ポジションはフォワード。

## クラブ歴
2009年にサンパウロFCの下部組織に入団。2014年1月23日のカンピオナート・パウリスタ・モジミリンEC戦でルイス・ファビアーノに代えて出場し6分間ながらも選手初出場。1週間後のリオ・クラロFC戦ではファーストタッチで初得点を記録した。
2015年7月21日にアトレチコ・パラナエンセに1年の期限つき移籍となった。8月23日のSCインテルナシオナル戦でドウグラス・コウチーニョに代わって途中出場し20分のデビュー戦となった。移籍後初得点は8月30日のゴイアスEC戦であった。2016年5月1日に同シーズン初得点を決めたがこのシーズンは1得点に止まった。
2016年7月7日にセリエAのウディネーゼ・カルチョに5年契約の移籍金840万レアルで移籍。9月25日にセリエA初出場。2018年1月21日にプリメイラ・リーガのGDエストリル・プライアに半年のレンタル移籍。

## タイトル
アトレチコ・パラナエンセ
- カンピオナート・パラナエンセ: 2016